# 6089 Izumi
6089 Izumi este un asteroid din centura principală de asteroizi.

## Descriere
6089 Izumi este un asteroid din centura principală de asteroizi. A fost descoperit pe 5 ianuarie 1989 la Ayashi de Masahiro Koishikawa. El prezintă o orbită caracterizată de o semiaxă mare de 2,18 ua, o excentricitate de 0,13 și o înclinație de 4,8° în raport cu ecliptica.